# 普拉尤齊
48°1′5″N 23°56′37″E / 48.01806°N 23.94361°E
普拉尤齊（烏克蘭語：Плаюць），是烏克蘭的村落，位於該國西部外喀爾巴阡州，由拉希夫區負責管轄，始建於1947年，面積1.61平方公里，海拔高度324米，2001年人口882，人口密度每平方公里550人。